# Mount Unicorn
Mount Unicorn ist ein rund 900 m hoher Berg im Palmerland auf der Antarktischen Halbinsel. Er ist der nördlichste Berg der Batterbee Mountains und ragt 10 km nordwestlich des Mount Ness auf.
Das UK Antarctic Place-Names Committee benannte ihn 1977 nach dem Sternbild des Einhorns (englisch Unicorn).